# Кулмамбетов, Жаныш Осмонович
Жаныш Осмонович Кулмамбетов (р. 1955, с. Мин-Булак, Нарынская область, Киргизская ССР) — киргизский писатель-драматург и прозаик, театральный и кинорежиссёр, театровед и театральный критик, кандидат культурологии (PhD). Народный писатель Кыргызской Республики (2021), Заслуженный деятель культуры Кыргызской Республики (1995). Лауреат национальных и международных литературных премий.

## Биография
Окончив в родном селе среднюю школу, Жаныш поступил в театральную студию при Киргизском государственном академическом театре драмы в городе Фрунзе, которую окончил в 1974 году с отличием по специальности «Актёр драмы и кино». С 1975 по 1982 год учился сначала на актёрском факультете, а с третьего курса — на театроведческом отделении Ташкентского театрально-художественного института им. А. Н. Островского, который также окончил с отличием. В 1989—1992 годах учился в аспирантуре Всесоюзного НИИ искусствознания.
По окончании театрального института сотрудничал в отделе искусств газеты Кыргызстан маданияты («Культура Киргизии»). В дальнейшем театроведческие очерки и критические рецензии Кулмамбетова публиковались в различных республиканских СМИ.
Автор монографий: «Пушкин актёр или нарратор?.. О двух моделях мирового театра киргизов, а также о многом другом…», «Советбек Жумадыловдун эки тагдыры» («Две судьбы Советбека Жумадылова»), «Кыргыз театрынын тарыхы» («История киргизского театра», 2019), «Кыргыз театры» («Киргизский театр». История киргизского театра с древних времен до нынешнее время, издана в Бишкеке, в 2017 году), «Режиссёр Бообек Ибраев» (издана в Бишкеке в 2015 году), «Манас» — эпический театр киргизского народа" (опубликована в специальном номере «Ала-Тоо», в 1995 году), «Киргизский эпический театр» и книги «В мире театра» (издана в 1987 году во Фрунзе).
Одновременно с писательской деятельностью преподавал историю театра и теорию драмы в театральной студии (позднее — училище) при Киргизском государственном академическом театре драмы, а начиная с 1992 года — на филологическом факультете Киргизского национального университета и в Киргизском государственном институте искусств.
С 1985 по 1998 год Кулмамбетов занимал пост главного редактора объединённой репертуарно-редакционной коллегии министерства культуры Киргизии. В 1988—1989 годах был заместителем председателя Союза театральных деятелей Киргизской ССР.
В 1992 году, после возвращения из Москвы, создал частный театр «Жайсан», который возглавлял до 1993 года. В 1997 году стал основателем информационно-издательского и культурно-зрелищного центра Кыргыз-Караван, в 2000 году вместе с женой, актрисой Махабат Байгабыловой, создал собственный театр «Адеми», который назвал в честь дочери.
Вёл телепередачи на телевидении (2004) и радио (2006). В 2007 году был главным редактором национальной киностудии «Киргизфильм». В 2006—2010 годах также работал редактором и переводчиком первого киргизского детского анимационного телесериала Керемет кёч («Волшебная кочевка»).
В 2005 году стал президентом Союза киргизских драматургов и театральных критиков и первым вице-президентом Союза театральных деятелей Кыргызстана, в сентябре 2013 года стал его президентом. В феврале 2019 года переизбран.

## Творчество
По воспоминаниям самого Кулмамбетова, он начал пробовать свои силы в написании театральных сценок уже в шестом классе. Серьёзная работа в качестве драматурга началась в студенческие годы. Первая пьеса Кулмамбетова «Украденный огонь» в 1976 году транслировалась республиканским радио Киргизии, а позже была поставлена в Государственном кукольном театре Киргизской ССР. С этого времени он написал более десятка пьес для радио, а в общей сложности около 70 драматических произведений. Пьесы Кулмамбетова ставят театры Кыргызстана, Таджикистана и Казахстана. Его пьесы также издавались в Таджикистане и Армении. Помимо пьес, творчество Кулмамбетова включает в себя романы, повести и киносценарии. В его переводах издавались произведения Мольера, Оскара Уайльда, Сэмюэля Беккета, Сергея Найденова, Виктора Розова и других авторов.
Центральное место в творчестве Кулмамбетова занимает тема судьбы деятелей киргизской истории — правительницы Курманджан Датки («Алайская царица»), народного сказителя Тыныбека («Манас мой, родной!»), актрис Таттыбюбю Турсунбаевой («Судьба актрисы») и Бакен Кыдыкеевой («Талант и судьба»), писателя Чингиза Айтматова и балерины Бюбюсары Бейшеналиевой («Чингиз и Бюбюсара»). Последняя из этих пьес была написана по просьбе самого Айтматова. Пьесы «Когда Манас стал Манасом…», «Сокровенная тайна Чингисхана», «Просто Майраш», «Чингиз и Бюбюсара», «Талант и судьба», «Канат и Зарина», «Расстрел в Аксы, или Чёрные дни Боспиека», «Будь ты проклята, Жаңыл Мырза — Саломея!», а также киносценарий «Камень моей Родины», «Осмон и Ольга»  и «Манас мой, родной! −2»  удостаивались наград киргизских и международных конкурсов и фестивалей.
Жаныш Кулмамбетов работает также как режиссёр. Им поставлен ряд спектаклей, в том числе в собственных театрах «Жайсан» и «Адеми», а также в Кыргызском государственном драматическом театре и Кыргызском государственном театре юного зрителя. С начала нового века он снял более двадцати фильмов (художественные, документальные): «Американская невеста» («Америкалык келин»), «Японочка», «Дикая девица или горянка» («Жапайы селки, же тоолук кыз»), «Курортные страсти» («Курорттогу комедия»), «Мой зять — водовоз» («Күйөө балам — водовоз»), «Кровавая любовь» («Кандуу сүйүү»), «Чингиз и Бюбюсара» («Чыңгыз менен Бүбүсайра»), «Раненые журавли» («Жараланган турналар»), «Я верю в тебя» («Мен сага ишенем»), «Переполох младших жён» («Токолдор тополоңу») и др.

## Литературные произведения

### Пьесы
- 2024 — Пусть всегда будет мама! (Пять мини-пьес для детей)
- 2024 — Улуу тоо балладасы (Баллада великих гор)
- 2022 — Жаңыбай-манасчынын аяндары (Наитие Жаныбая-манасчи)
- 2020 — Кандуу күн (Кровавый день)
- 2019 — Айдың көлдүн аңыздары (Легенды Иссыккуля)
- 2018 — Проклятие Сурэчки (Сурэчкинин каргышы — победительница в номинации «Лучшая национальная пьеса», национальной театральной премии «Эргуу» («Вдохновение», в 2019 году)
- 2018 — Ночное письмо (Түнкү кат)
- 2016 — Осмон и Ольга (Осмон менен Ольга — победительница республиканского конкурса пьес, посвящённого столетию Уркуна [восстания киргизов в 1916 году])
- 2016 — Американская невеста (Америкалык келин)
- 2015 — Манас мой, родной!-2 (Кагылайын, Манасым!-2 — победительница республиканского конкурса пьес в рамках «Года истории культуры», в 2016 году)
- 2015 — Японочка
- 2014 — Месть девушек (Кыздардын өчү)
- 2014 — Горянка (Тоолук кыз)
- 2013 — Камень моей родины (1-е место международного конкурса сценариев и пьес на основе легенд, сказок и эпосов Азии — «Азия−12»)
- 2012 — Не бойся, Мокочо
- 2012 — Золотой кувшин (Алтын кумара — победительница республиканского конкурса пьес в 2018 году)
- 2012 — Принц моей дочери (Кызымдын ханзадасы)
- 2011 — Три брата и пери (Үч биртууган менен перизат)
- 2011 — Немой свидетель (Тили каткан адам)
- 2011 — Влюбленные (Кыз-жигит)
- 2011 — Волшебник и пёс
- 2011 — Пять младших жен (Беш токол)
- 2011 — История шахидки
- 2010—2011 — Алайская царица (Алай ханышасы)
- 2010 — Он вернулся из города
- 2010 — Ветер, ветер, не уноси (Шамал, шамал жулба, ыйлатып)
- 2009 — Тайна пещеры (Сырдуу үңкүр)
- 2009 — Кёзкаман и Кёкчёкёз, или Предатели (по эпосу «Манас») (Көзкаман менен Көкчөкөз)
- 2008 — День апокалипсиса (О, великая Амэтерасу, спаси Антигону! — Алаамат келген күн)
- 2008 — Хан Жакып (по эпосу «Манас»)
- 2008 — Ипархан-Сян-Фэй
- 2007 — Эшафот (Жаза)
- 2007 — Люди в сумерках (Күүгүмдөгү кишилер)
- 2007 — Новое путешествие (Жаңы саякат)
- 2007 — Ты жив, есаул?! (Эсенсиңби, есаул?!)
- 2007 — Курманбек (по киргизскому малому эпосу «Курманбек»)
- 2006 — Расстрел в Аксы, или Чёрные дни Боспиека (Аксыдагы атуу же Боспиектеги карантүн)
- 2006 — Мы с тобою… (Биз экөөбүз)
- 2006 — В ту ночь (Ошол түнү)
- 2006 — Южанка (Түштүктүк кыз)
- 2005 — Канат и Зарина (Канат менен Зарина)
- 2004 — Талант и судьба (Талант жана тагдыр)
- 2003- Серый волк и козлята (по мотивам народных сказок)
- 2002 — Когда жизнь проходит… (Өмүр бизден өтүп кетсе…)
- 2000 — И осталась старая песня над степью (Чөл үстүндө ошол эски ыр калды)
- 2000 — Красная шапочка (по Шарлю Перро) (Кызыл топу)
- 1998—1999 — Чингиз и Бюбюсара (Чыңгыз менен Бүбүсайра)
- 1996 — Будь ты проклята, Жаныл Мырза — Саломея! (Каргыш тийсин сага, Жаңыл Мырза — Саломея!)
- 1994 — Судьба актрисы (Актрисанын тагдыры)
- 1993 — Просто Майраш (Жөн эле Майраш)
- 1991 — Манас мой родной! (Кагылайын, Манасым!)
- 1990 — Сокровенная тайна Чингисхана (Чыңгыз хандын купуя сыры)
- 1990 — Дочь Умая (Умайдын кызы)
- 1988 — Мунабия (в соавторстве с К.Акматовым)
- 1987 — Бедная моя сказка (Бечера менин жомогум)
- 1987--- Воспитание (Тарбия)
- 1988 — Когда Манас стал Манасом… (Манас, Манас болгону…)
- 1986 — Бумеранг (Бумеранг же бир кылмыштын тарыхы)
- 1984 — Квакайте, лягушки (Чардагыла, бакалар)
- 1983 — Мальчик-великан (Алп-бала)
- 1983 — Святая моя мать (Ыйыгым менин — апакем)
- 1980 — Я вам принесла кошку (Мен сизге мышык алып келдим)
- 1979 — Прекрасный мир (Кереметтүү дүйнө)
- 1979 — Медвежонок (Мамалак)
- 1978 — Наш Телибай (Биздин Телибай)
- 1978 — Синегривый (Көк кулун)
- 1977 — Сторож (Корукчу)
- 1977 — Манекены (Манекендер)
- 1976 — Да здравствует, сказка! (Жашасын, жомок!)
- 1976 — Украденный огонь (Уурдалган от)

### Проза
- 2005 — Незнакомый призрак (Бейтааныш арбак)
- 1996 — Дочь генерала (Генералдын кызы)
- 1992 — Особо опасный преступник (Өтө коркунучтуу кылмышкер)
- 1991 — Кровавая любовь (Кандуу сүйүү)
- 1991 — Одинокий журавль (Жалгыз турна)

### Киносценарии
- 2024 — Бакен Кыдыкеева: Талант жана тагдыр. Башталышы (сериал)
- 2023 — Чолпонбай
- 2021 — Сагындык: уламышка айланган өмүр (Сагындык: жизнь превратившиеся в легенду)
- 2021 — Жаңыл Мырза
- 2020 — Сүймөнкул (Суйменкул)
- 2018 — Мы, с тобою (Сен экөөбүз)
- 2016 — Детство Манаса (Манастын бала чагы, 52 серии)
- 2015 — Японочка
- 2015 — Месть девушек (Кыздардын өчү)
- 2014 — Дикая девушка (Жапайы селки)
- 2014 — Опасное ущелье (Коркунучтуу капчыгай)
- 2014 — Королева бала (Бал ханышасы)
- 2013 — Американская невеста (Америкалык келин)
- 2013 — Курортные страсти (Курорттогу роман)
- 2013 — Наша сумасшедшая комедия (Биздин боорду эзген комедиябыз)
- 2012 — Камень моей Родины
- 2012 — Проклятие (Каргыш)
- 2012 — Принц моей дочери (Кызымдын ханзадасы)
- 2011 — Влюбленные (Кыз-жигит)
- 2011 — Переполох младших жен (Беш токол)
- 2010 — Я верю в тебя (Мен сага ишенем)
- 2010 — Выстрел на Сонкуле (Соң-Көлдөгү атуу)
- 2010 — Раненые журавли (Жараланган турналар)
- 2009 — Расстрел в Аксы, или Чёрные дни Боспиека (Аксыдагы атуу же Боспиектеги карантүн)
- 2009 — Поезд моей надежды (Үмүтүмдүн поезди)
- 2009 — Кровавая любовь 2 (Кандуу сүйүү — 2)
- 2008 — Чингиз и Бюбюсара (Чыңгыз менен Бүбүсайра)
- 2008 — Осмон и Ольга (Осмон менен Ольга)
- 2007 — Кровавая любовь (Кандуу сүйүү)
- 2005 — Манас (сценарий 20-и серийного киносериала)
- 2002 — Особо опасный преступник (Өтө коркунучтуу кылмышкер)

### Переводы
- 2019 — Б. Васильев. А зори здесь тихие (инсценировка по мотивам одноимённой повести)
- 2017 — А. Чехов. Свадьба.
- 2014 — Вуди Аллен. Смерть.
- 2010 — Лутц Хюбнер. Дело чести
- 2010 — Сэмюэл Беккет. Последняя лента Креппа
- 2010 — Тажи Мухаммад. Бабочки
- 2007 — Ч. Айтматов. Белое облако Чингисхана (инсценировка К.Аширова)
- 2006—2010 — Волшебная кочевка (Керемет көч, 440 серий)
- 1993 — Оскар Уйальд. Саломея
- 1993 — А.Володин. Две стрелы
- 1992 — Дж. Верга. Волчица
- 1983 — В.Розов. Хозяин
- 1980 — А.Цуканов. Очень хитрая сказка
- 1978 — С. А. Найденов. Дети Ванюшина
- 1978 — Мольер. Плутни Скапена
- 1978 — Мольер. Смешные жеманицы
- 1977 — А.Балакаев. Сердце матери

## Театральные постановки
- 2024 — Артыкбай — баян
- 2023 — Чингиз и Бюбюсара (Чыңгыз менен Бүбүсайра)- спектакль восстановлен
- 2016 — Однажды в Кошалаке
- 2012 — Не бойся, Мокочо
- 2011 — Волшебник и пёс
- 2011 — Алайская царица
- 2010 — Он вернулся из города
- 2009 — Моя исповедь (Менин сырым)
- 2008 — Ипархан-Сян-Фэй
- 2007 — Кровавая любовь (Кандуу сүйүү)
- 2007 — Расстрел в Аксы, или Чёрные дни Боспиека (Аксыдагы атуу же Боспиектеги карантүн)
- 2006 — В ту ночь (Ошол түнү)
- 2005 — Чингиз и Бюбюсара (Чыңгыз менен Бүбүсайра)
- 2002 — Песня строителей Великого канала (Канал казгандардын ыры)
- 1997 — Будь ты проклята, Жаныл Мырза — Саломея! (Каргыш тийсин сага, Жаңыл Мырза — Саломея!)

## Театроведение и театральная критика
- Кыргыз театры. Монография. 2-е, дополненное, уточнённое издание. -Б., 2023. С.536
- Диегесис и мимесис — две модели Мирового Театра. Монография. -Б., 2023. С.142
- Советбек Жумадыловдун эки тагдыры. Монография.-Б., 2021. С.116
- Пушкин — актёр или нарратор?.. О двух моделях мирового театра киргизов, а также о многом другом. Монография. -Б., 2021. С.110
- Кыргыз театрынын тарыхы. Монография. Учебное пособие. -Б., 2019. С.508
- Арт-Ордонун сабактары. -Б., 2018. С.56
- Кыргыз театры. Монография. -Б., 2017. С.600
- Режиссёр Бообек Ибраев. Монография. -Б., 2015. С.160
- Жылдыздар жерде жашашат. Монография. -Б., 1997. С.160
- Театр дүйнөсүндө. Монография. -Ф., 1987. С.160
- Болне 170-и статей

## Фильмография
- 2024 — Бакен Кыдыкеева: Талант жана тагдыр. Башталышы (сериал, 1-й сезон)
- 2021 — Сагындык: жизнь превратившиеся в легенду (д/ф)
- 2019 — Американская невеста
- 2018 — Мы, с тобою
- 2016 — Детство Манаса (анимационный фильм)
- 2015 — Японочка
- 2015 — Месть девушек
- 2014 — Дикая девушка
- 2014 — Опасное ущелье
- Звезда Мырзабека Тойбаева (д/ф)
- 2013 — Курортные страсти
- 2013 — Камикадзе-психи
- 2013 — Принц моей дочери (Күйөө балам — водовоз)
- 2012—2013 — Раненые журавли- 2 (Жараланган турналар −2)
- 2012 — Твой язык — язык Манаса (Сенин тилиң-Манастын тили, к/м)
- 2012 — Побег блудной девочки
- 2012 — Незнакомый призрак (Бейтааныш арбак)
- 2011 — Влюблённые (Кыз-жигит)
- 2011 — Переполох из-за младших жен (Токолдор тополоңу)
- 2011 — Я верю в тебя (Мен сага ишенем)
- 2010 — Раненые журавли (Жараланган турналар)
- 2009 — Кровавая любовь 2 (Кандуу сүйүү-2)
- 2008 — Чингиз и Бюбюсара (Чыңгыз менен Бүбүсайра)
- 2007 — Кровавая любовь (Кандуу сүйүү)

## Награды и звания
- Национальная театральная премия «Эргуу» («Вдохновение»)
- Международная премия Айтматова за вклад в драматургию и театральное искусство (2008)
- республиканские литературные и театральные премии:
  - имени Т. Абдумомунова (1993, за пьесу «Просто Майраш»)
  - имени А. Токомбаева (2007, за пьесу «Расстрел в Аксы или черные дни Боспиека»)
  - имени С.Асанбекова (2013)
- Народный писатель Кыргызской Республики (2021)[7]
- Заслуженный деятель культуры Кыргызской Республики (1995)[8].
- медаль «Манас-1000» за пьесу «Манас мой, родной!» (1995)